# Ronja de roversdochter (film)
Ronja, de Roversdochter (Zweeds: Ronja Rövardotter) is een Zweedse fantasiefilm uit 1984, geregisseerd door Tage Danielsson. De film is gebaseerd op het gelijknamige boek uit 1981 van Astrid Lindgren, dat door Lindgren zelf werd aangepast voor het witte doek.
De film gaat over de opstand van jonge mensen tegen het onrecht in de wereld en het volwassen fanatisme.

## Verhaal
De jonge Ronja groeit op in de Mattis-burcht, waar haar vader Mattis de leider is van een bende struikrovers die er dagelijks op uit trekt om in het bos schatten te roven. De nacht waarin Ronja werd geboren werd de burcht door een blikseminslag in tweeën gekliefd.
Net als de voorheen onneembare vestiging, verzwakt Ronja's komst ook het eerst zo stoere rovershart van Mattis. De liefde van een vader bloeit. Het doet hem pijn om zijn dochter op een dag te vragen om uit de veilige omgeving te vertrekken. Lovis, de moeder van Ronja, heeft hier echter minder problemen mee nadat Mattis zorgvuldig alles opnoemt waar Ronja voor moet oppassen, zodat ze de schoonheid en essentie van de natuur kan leren kennen.
De rust wordt verstoord wanneer de concurrerende roverhoofdman Borka plotseling in de andere helft van de Mattis-burcht gaat wonen. Ronja raakt echter in het geheim bevriend met de zoon van Borka, Birk, die even oud is. Wanneer de twee vaders in een conflict terechtkomen worden Ronja en Birk gedwongen om te kiezen tussen hun vaders te steunen in de strijd, of naar hun geweten te luisteren. Ronja kiest voor het laatste. Daardoor, maar ook omdat Ronja haar vriendschap met Birk lange tijd heeft verzwegen, voelt Mattis zich verraden door zijn dochter. Hij verkondigt dat hij geen kinderen meer heeft.
Tegen haar wil in verlaat Ronja de Mattis-burcht en vertrekt samen met Birk naar de beergrotten. Hierna moeten ze de hele zomer zien te overleven in het Mattis-bos. Hun vaders blijven elkaar bevechten om de burcht in hun bezit te krijgen. Uiteindelijk moeten ze hun trots laten varen, hun fouten toegeven en hun kinderen om vergeving vragen. Ronja en Birk keren terug in de burcht voordat de winter invalt, maar wanneer het voorjaar aanbreekt gaan ze het bos weer in. 

## Over de film
Astrid Lindgrens boek kwam uit in 1981, maar Lindgren dacht voor die tijd al na over een filmversie met Olle Hellbom (die vaker met Lindgren samenwerkte). Het was de bedoeling dat Olle Hellbom de film zou regisseren, maar gedurende de pre-productie in juni 1982 overleed hij plotseling aan de gevolgen van kanker. In eerste instantie werd gedacht dat de filmversie van Ronja hiermee ook "dood" was, maar er was al te veel geld geïnvesteerd waardoor er uiteindelijk voor gekozen werd om Tage Danielsson de film te laten regisseren.
De scène met de bierkelder in de Mattis-burcht waar de ontmoeting plaatsvindt tussen Ronja en Birk, wordt gespeeld in de Tykarpsgrottan van Ignaberga, Skåne. De Wolfspas, die in de winter ingesneeuwd is, kan men vinden in Fjällbacka in Bohuslän, een plaats die in het echt Kungsklyftan heet. De Glupafallet is in het echt de Ristafallet in de buurt van Hålland, Åre. De bergspleet waar de rovers doorheen rijden is de Slåttdalsskrevan vlak bij de Skuleberget. Het duel tussen Mattis en Borka speelt zich af in de ruïnes van slot Haga in het Hagapark in Solna, net ten noorden van het centrum van Stockholm. Voor de rest werd de film grotendeels opgenomen rondom de berg Sörknatten in Dalsland. Wanneer Ronja naar de vogelheks schreeuwt, zit ze op een overhangende rots. De waterval onder die rots is de Gaustafallet in het noordwesten van Jämtland.
Nadat de film, twee jaar na de première, werd uitgezonden op televisie was de film twintig minuten langer en ongecensureerd (de theateruitgave was voor 7 jaar en ouder). Hierdoor ontstond een discussie waarbij critici zich afvroegen of de film schadelijker was in de bioscoop dan op televisie.

## Rollen
| Acteur                  | Personage    |
| ----------------------- | ------------ |
| Hanna Zetterberg Struwe | Ronja        |
| Dan Håfström            | Birk         |
| Börje Ahlstedt          | Mattis       |
| Lena Nyman              | Lovis        |
| Per Oscarsson           | Borka        |
| Med Reventberg          | Undis        |
| Allan Edwall            | Skalle-Per   |
| Ulf Isenborg            | Fjosok       |
| Henry Ottenby           | Knotas       |
| Björn Wallde            | Sturkas      |
| Tommy Körberg           | Lill-Klippen |

## Ontvangst
De film was een groot succes en werd de film met de meeste omzet in 1984 in Zweden. Meer dan 1,5 miljoen mensen zagen de film in de Zweedse bioscoop.

## Prijzen
De film won de Reader Jury van de "Berliner Morgenpost" en de Zilveren Beer ("Voor een film met uitzonderlijke fantasie") op het 35e Internationaal filmfestival van Berlijn in 1985. De film was ook genomineerd voor een Gouden Beer.